# Powiat Pannonhalma
Powiat Pannonhalma (węg. Pannonhalmai kistérség) – jeden z siedmiu powiatów komitatu Győr-Moson-Sopron na Węgrzech. Siedzibą władz jest miasto Pannonhalma.

## Miejscowości powiatu Pannonhalma
- Bakonygyirót
- Bakonypéterd
- Bakonyszentlászló
- Écs
- Fenyőfő
- Győrasszonyfa
- Győrság
- Lázi
- Nyalka
- Pannonhalma
- Pázmándfalu
- Ravazd
- Románd
- Sikátor
- Táp
- Tápszentmiklós
- Tarjánpuszta
- Veszprémvarsány